# Hadena semialba
Hadena semialba là một loài bướm đêm trong họ Noctuidae.